# NGC 617
NGC 617 é uma galáxia espiral (Sab) localizada na direcção da constelação de Cetus. Possui uma declinação de -09° 46' 25" e uma ascensão recta de 1 horas, 34 minutos e 02,5 segundos.
A galáxia NGC 617 foi descoberta em 1886 por Frank Leavenworth.